# 升掛友護
升掛 友護（ますかけ ゆうご、2003年8月24日 - ）は、埼玉県さいたま市南区出身のプロサッカー選手。 マリンガFC所属。ポジションはフォワード、ミッドフィールダー。

## 来歴
2022年よりユースから柏レイソルトップチームへの昇格が正式発表された。2月23日、YBCルヴァンカップGS第1節・京都サンガF.C.戦で途中出場し、プロ初出場。同年3月2日、同第2節の北海道コンサドーレ札幌戦でプロ初ゴールを含む2ゴールを決めた。また、3月20日、J1リーグ第5節・名古屋グランパス戦で途中出場し、Jリーグ初出場した。
2023年7月、愛媛FCへ育成型期限付き移籍。
2024年1月、柏レイソルに復帰。
2025年2月14日、ブラジルのマリンガFCへ完全移籍することが発表された。

## 人物
- 「升掛」は全国に約20人しかいない珍しい名字で、名字由来net発表の「2022年Jリーガー珍しいレア名字ランキング」で1位となった[9]。

## 所属クラブ
- 浦和文蔵SSS（さいたま市立文蔵小学校）
- FC浦和（さいたま市立文蔵小学校）
- 柏レイソルU-15（さいたま市立南浦和中学校）
- 柏レイソルU-18（日本体育大学柏高等学校）
- 2022年 - 2024年 柏レイソル
  - 2023年7月 - 同年12月  愛媛FC（育成型期限付き移籍）
- 2025年 -  マリンガFC

## 個人成績
| 国内大会個人成績 | 国内大会個人成績 | 国内大会個人成績 | 国内大会個人成績 | 国内大会個人成績 | 国内大会個人成績 | 国内大会個人成績 | 国内大会個人成績 | 国内大会個人成績 | 国内大会個人成績 | 国内大会個人成績 | 国内大会個人成績 |
| 年度             | クラブ           | 背番号           | リーグ           | リーグ戦         | リーグ戦         | リーグ杯         | リーグ杯         | オープン杯       | オープン杯       | 期間通算         | 期間通算         |
| 年度             | クラブ           | 背番号           | リーグ           | 出場             | 得点             | 出場             | 得点             | 出場             | 得点             | 出場             | 得点             |
| 日本             | 日本             | 日本             | 日本             | リーグ戦         | リーグ戦         | リーグ杯         | リーグ杯         | 天皇杯           | 天皇杯           | 期間通算         | 期間通算         |
| ---------------- | ---------------- | ---------------- | ---------------- | ---------------- | ---------------- | ---------------- | ---------------- | ---------------- | ---------------- | ---------------- | ---------------- |
| 2022             | 柏               | 38               | J1               | 10               | 0                | 6                | 4                | 1                | 0                | 17               | 4                |
| 2023             | 柏               | 38               | J1               | 0                | 0                | 0                | 0                | 1                | 1                | 1                | 1                |
| 2023             | 愛媛             | 38               | J3               | 5                | 0                | -                | -                | -                | -                | 5                | 0                |
| 2024             | 柏               | 38               | J1               | 1                | 0                | 0                | 0                | 1                | 0                | 2                | 0                |
| 通算             | 日本             | 日本             | J1               | 11               | 0                | 6                | 4                | 3                | 1                | 20               | 5                |
| 通算             | 日本             | 日本             | J3               | 5                | 0                | -                | -                | -                | -                | 5                | 0                |
| 総通算           | 総通算           | 総通算           | 総通算           | 16               | 0                | 6                | 4                | 3                | 1                | 25               | 5                |

## タイトル

### クラブ
愛媛FC
- J3リーグ：1回（2023年）

## 代表歴
- U-19日本代表
  - Maurice Revello Tournament（2022年）